# Huitième district congressionnel du Minnesota
Le 8e district congressionnel du Minnesota couvre la partie nord-est du Minnesota. Son pilier est Duluth, la cinquième plus grande ville de l'État. Il comprend également la plupart de Mesabi et Vermilion, ainsi que Boundary Waters Canoe Area dans la Superior National Forest. Le district est surtout connu pour ses industries minière, agricole, touristique et maritime.
Pendant de nombreuses décennies, la circonscription a voté Démocrate de manière fiable, mais en 2016, les républicains ont réalisé de solides gains et Donald Trump a remporté la circonscription avec une marge de 15 points. Lors des élections de mi-mandat de 2018, c'était l'une des trois seules circonscriptions du pays à devenir républicaine. La partie orientale du district (comtés de Carlton, Cook, Lake et St. Louis) a tendance à voter Démocrate tandis que le reste du district penche pour les Républicain.
Le district se distingue par le fait qu'il est le dernier attribué après les recensements de 2010 et 2020. Après le recensement de 2020 en particulier, malgré les premières prédictions selon lesquelles il serait éliminé, le Minnesota a conservé le district par seulement 89 personnes, battant le 27e district de New York pour la dernière place.
Le district est représenté par le Républicain Pete Stauber,.

## Géographie
| #   | Comté             | Siège               | Population |
| --- | ----------------- | ------------------- | ---------- |
| 1   | Aitkin            | Aitkin              | 16 102     |
| 5   | Becker            | Detroit Lakes       | 35 283     |
| 7   | Beltrami          | Bemidji             | 46 718     |
| 17  | Carlton           | Carlton             | 36 825     |
| 21  | Cass              | Walker              | 31 446     |
| 25  | Chisago           | Center City         | 58 535     |
| 29  | Clearwater        | Bagley              | 8644       |
| 31  | Cook              | Grand Marais        | 5639       |
| 35  | Crow Wing         | Brainerd            | 68 304     |
| 59  | Isanti            | Cambridge           | 43 182     |
| 61  | Itasca            | Grand Rapids        | 45 365     |
| 65  | Kanabec           | Mora                | 16 602     |
| 67  | Hubbard           | Park Rapids         | 22 132     |
| 87  | Mahnomen          | Mahnomen            | 5280       |
| 71  | Koochiching       | International Falls | 11 751     |
| 75  | Lake              | Two Harbors         | 10 855     |
| 77  | Lake of the Woods | Baudette            | 3778       |
| 95  | Mille Lacs        | Milaca              | 27 427     |
| 115 | Pine              | Pine City           | 30 197     |
| 137 | St. Louis         | Duluth              | 200 514    |
| 163 | Washington        | Stillwater          | 278 936    |

### Villes et townships de 10 000 habitants ou plus
- Duluth - 86 619
- Forest Lake - 20 857
- Hibbing - 16 052
- Bemidji - 15 946
- Hugo - 15 766
- Brainerd - 14 580
- Cloquet - 12 603
- Grand Rapids Township - 11,747
- Grand Rapids - 11 220
- North Branch - 11 113
- Cambridge - 10 509
- Hermantown - 10 126

### Villes de 2 500 à 10 000 habitants
- Baxter - 8971
- Virginia - 8332
- St. Francis - 8142
- Wyoming - 8032
- Isanti - 6804
- International Falls - 5665
- Chisago City - 5558
- Princeton - 5311
- Lindström - 5008
- Thomson Township - 5003
- Chisholm - 4775
- Northern Township - 4657
- Chisago Lake Township - 4656
- Rice Lake - 4101
- Scandia - 3963
- Pine City - 3736
- Mora - 3665
- Two Harbors - 3585
- Eveleth - 3493
- Bradford Township - 3472
- Ely - 3268
- Harris Township - 3253
- White Township - 3229
- Rush City - 3228
- Bemidji Township - 3134
- Proctor - 3120
- Lent Township - 3091
- Milaca - 3021
- Mountain Iron - 2860
- Grand Lake Township - 2779
- Cohasset - 2689
- May Township - 2670
- Breezy Point - 2574
- Pokegama Township - 2570
- Lac Moose - 2565

## Démographie

### Genre
- Male : 50.5%[4]
- Femelle : 49.5%

### Ethnicité
Le 8e district du Minnesota possède l'une des proportions de Blancs non hispaniques les plus élevées du pays. 98,4 % des personnes de plus de 85 ans sont des Blancs non hispaniques. 86 % des enfants de 0 à 4 ans sont des Blancs non hispaniques, contre moins de 50 % dans l’ensemble du pays.
- Blanc : 92.1%
- Hispanique : 1.6%
- Noir : 1.0%
- Asiatique : 0.7%
- Une ou plusieurs : 2.0%
- Autres : 2.6%

### Ascendance
L'ascendance du 8e district du Minnesota est dominée par les Européens du Nord : les Américains allemands, les Américains norvégiens, les Américains suédois et les Américains danois représentent plus de 55 % de la population. Le 8e district du Minnesota compte le pourcentage le plus élevé d'Américains suédois de tous les districts congressionnels du pays.
- Américains : 3.46%
- Arabes : 0.18%
- Tchèques : 1.44%
- Danois : 1.12%M
- Néerlandais : 1.51%
- Anglais : 5.91%
- Français (sauf Basques) : 3.62%
- Français Canadiens : 1.60%
- Allemands : 29.47%
- Grecques : 0.12%
- Hongrois : 0.24%
- Irlandais : 9.09%
- Italiens : 2.91%
- Lituaniens : 0.05%
- Norvégiens : 14.18%
- Polonais : 0.02%
- Portugais : 0.36%
- Russes : 0.36%
- Irlando-Écossais : 0.47%
- Écossais : 1.12%
- Slovaques : 0.08%
- Afrique sub-saharienne : 0.45%
- Suédois : 11.19%
- Suisses : 0.30%
- Ukrainiens : 0.27%
- Gallois : 0.34%
- Indiens de l'Ouest : 0.08%

### Lieux de naissance
- États-Unis : 97.8%
  - États de résidence : 78.5%
  - Différent État : 19.1%
- Puerto Rico, Îles américaines ou nés à l'étranger de parents américains : 0.4%
- Étranger : 1.9%

### Langues

#### Langues parlée à la maison autre que l'Anglais
- Espagnol : 1.0%
- Allemand : 0.4%
- Langue amérindienne : 0.4%
- Français : 0.1%
- Chinois : 0.1%

## Historique de vote
| Année | Poste            | Résultats                 |
| ----- | ---------------- | ------------------------- |
| 2000  | Président        | Gore 49,0 % - 43,0 %      |
| 2004  | Président        | Kerry 53,0 % - 46,0 %     |
| 2008  | Président        | Obama 53,0 % - 45,0 %     |
| 2008  | Sénat            | Franken 52,3 % - 47,6 %   |
| 2012  | Président        | Obama 51,7 % - 46,2 %     |
| 2012  | Sénat            | Klobuchar 65,0 % - 31,0 % |
| 2014  | Sénat            | Franken 54,0 % - 42,0 %   |
| 2016  | Président        | Trump 54,2 % - 38,6 %     |
| 2018  | Sénat            | Klobuchar 53,7 % - 42,9 % |
| 2018  | Sénat (Spéciale) | Housley 48,3 % - 46,8 %   |
| 2018  | Gouverneur       | Johnson 48,9 % - 47,1 %   |
| 2020  | Président        | Trump 56,3 % - 41,7 %     |
| 2022  | Gouverneur       | Jensen 52,2 % - 43,9 %    |

## Liste des Représentants du district
| Membre                          | Parti            | Années                            | Congrès     | Histoire électorale |
| ------------------------------- | ---------------- | --------------------------------- | ----------- | --- |
| District établit le 4 mars 1903 |                  |                                   |             | |
| James Bede (en)                 | Républicain      | 4 mars 1903 - 3 mars 1909         | 58e - 60e   | Élu en 1902. Réélu en 1904. Réélu en 1906. Perds sa renomination. |
| Clarence B. Miller (en)         | Républicain      | 4 mars 1909 - 3 mars 1919         | 61e - 65e   | Élu en 1908. Réélu en 1910. Réélu en 1912. Réélu en 1914. Réélu en 1916. Perds sa réélection. |
| William Leighton Carss (en)     | Farmer-Labor     | 4 mars 1919 - 3 mars 1921         | 66e         | Élu en 1918. Perds sa réélection en tant que Démocrate. |
| William Leighton Carss (en)     | Démocrate        | 4 mars 1919 - 3 mars 1921         | 66e         | Élu en 1918. Perds sa réélection en tant que Démocrate. |
| Oscar Larson (en)               | Républicain      | 4 mars 1921 - 3 mars 1925         | 67e , 68e   | Élu en 1920. Réélu en 1922. Retrait. |
| William Leighton Carss (en)     | Farmer-Labor     | 4 mars 1925 - 3 mars 1929         | 69e , 70e   | Élu en 1924. Réélu en 1926. Perds sa réélection. |
| William Alvin Pittenger (en)    | Républicain      | 4 mars 1929 - 3 mars 1933         | 71e , 72e   | Élu en 1928. Réélu en 1930. Redécoupage vers le district at-large et perds sa réélection. |
| District inactif                | District inactif | 4 mars 1933 - 3 janvier 1935      | 73e         | Représentants élus at-large |
| William Alvin Pittenger (en)    | Républicain      | 3 janvier 1935 - 3 janvier 1937   | 74e         | Élu en 1934. Perds sa réélection. |
| John Bernard (en)               | Farmer-Labor     | 3 janvier 1937 - 3 janvier 1939   | 75e         | Élu en 1936. Perds sa réélection. |
| William Alvin Pittenger (en)    | Républicain      | 3 janvier 1939 - 3 janvier 1947   | 76e - 79e   | Élu en 1938. Réélu en 1940. Réélu en 1942. Réélu en 1944. Perds sa réélection. |
| John Blatnik (en)               | Démocrate (DFL)  | 3 janvier 1947 - 31 décembre 1974 | 80e - 93e   | Élu en 1946. Réélu en 1948. Réélu en 1950. Réélu en 1952. Réélu en 1954. Réélu en 1956. Réélu en 1958. Réélu en 1960. Réélu en 1962. Réélu en 1964. Réélu en 1966. Réélu en 1968. Réélu en 1970. Réélu en 1972. Retrait et démissionne.                                                          |
| Vacant                          | Vacant           | 31 décembre 1974 - 3 janvier 1975 | 93e         | |
| Jim Oberstar                    | Démocrate (DFL)  | 3 janvier 1975 - 3 janvier 2011   | 94e - 111e  | Élu en 1974. Réélu en 1976. Réélu en 1978. Réélu en 1980. Réélu en 1982. Réélu en 1984. Réélu en 1986. Réélu en 1988. Réélu en 1990. Réélu en 1992. Réélu en 1994. Réélu en 1996. Réélu en 1998. Réélu en 2000. Réélu en 2002. Réélu en 2004. Réélu en 2006. Réélu en 2008. Perds sa réélection. |
| Chip Cravaack                   | Républicain      | 3 janvier 2011 - 3 janvier 2013   | 112e        | Élu en 2010. Perds sa réélection. |
| Rick Nolan                      | Démocrate (DFL)  | 3 janvier 2013 - 3 janvier 2019   | 113e - 115e | Élu en 2012. Réélu en 2014. Réélu en 2016. Retrait pour se présenter comme Lieutenant-Gouverneur du Minnesota. |
| Pete Stauber                    | Républicain      | 3 janvier 2019 - Présent          | 116e - 118e | Élu en 2018. Réélu en 2020. Réélu en 2022. |

## Résultats des récentes élections
Voici les résultats des dix précédents cycles électoraux dans le district.

## Frontières historiques du district

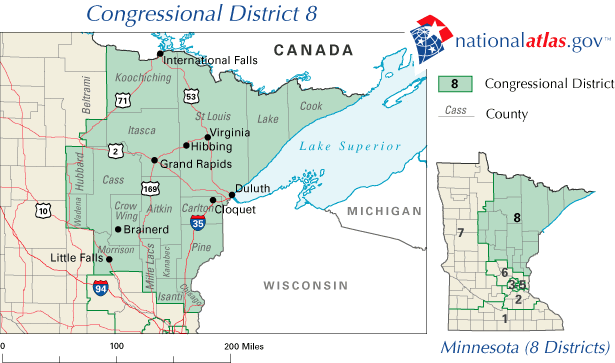
2003 - 2013

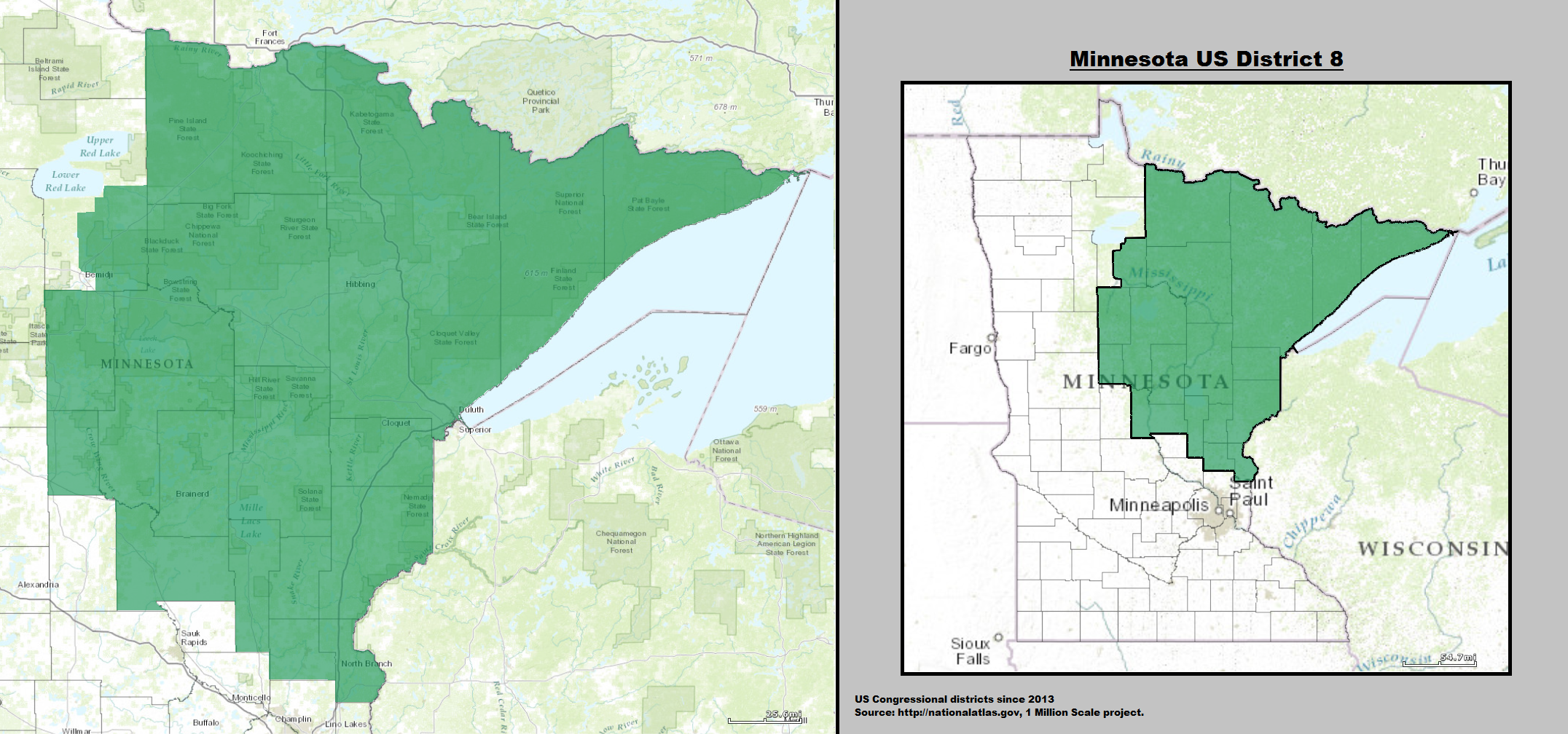
2013 - 2023

depuis 2023

### 2004
| Élection de 2004 du 8e district congressionnel du Minnesota | Élection de 2004 du 8e district congressionnel du Minnesota | Élection de 2004 du 8e district congressionnel du Minnesota | Élection de 2004 du 8e district congressionnel du Minnesota | Élection de 2004 du 8e district congressionnel du Minnesota |
| ----------------------------------------------------------- | ----------------------------------------------------------- | ----------------------------------------------------------- | ----------------------------------------------------------- | ----------------------------------------------------------- |
| Parti                                                       | Parti                                                       | Candidat                                                    | Votes                                                       | %                                                           |
|                                                             | Démocrate (DFL)                                             | Jim Oberstar (sortant)                                      | 228 586                                                     | 65,22                                                       |
|                                                             | Républicain                                                 | Mark Groettum                                               | 112 693                                                     | 32,15                                                       |
|                                                             | Vert                                                        | Van Presley                                                 | 8933                                                        | 2,55                                                        |
|                                                             | Write-In                                                    | Write-In                                                    | 271                                                         | 0,08                                                        |
| Total des votes                                             | Total des votes                                             | Total des votes                                             | 350 483                                                     | 100%                                                        |
|                                                             | Les Démocrate (DFL) conservent                              |                                                             |                                                             |                                                             |

### 2006
| Élection de 2006 du 8e district congressionnel du Minnesota | Élection de 2006 du 8e district congressionnel du Minnesota | Élection de 2006 du 8e district congressionnel du Minnesota | Élection de 2006 du 8e district congressionnel du Minnesota | Élection de 2006 du 8e district congressionnel du Minnesota |
| ----------------------------------------------------------- | ----------------------------------------------------------- | ----------------------------------------------------------- | ----------------------------------------------------------- | ----------------------------------------------------------- |
| Parti                                                       | Parti                                                       | Candidat                                                    | Votes                                                       | %                                                           |
|                                                             | Démocrate (DFL)                                             | Jim Oberstar (sortant)                                      | 180 670                                                     | 63,61                                                       |
|                                                             | Républicain                                                 | Rod Grams                                                   | 97 683                                                      | 34,39                                                       |
|                                                             | Unity (en)                                                  | Harry Welty                                                 | 5508                                                        | 1,94                                                        |
|                                                             | Write-In                                                    | Write-In                                                    | 155                                                         | 0,05                                                        |
| Total des votes                                             | Total des votes                                             | Total des votes                                             | 284 016                                                     | 100%                                                        |
|                                                             | Les Démocrate (DFL) conservent                              |                                                             |                                                             |                                                             |

### 2008
| Élection de 2008 du 8e district congressionnel du Minnesota | Élection de 2008 du 8e district congressionnel du Minnesota | Élection de 2008 du 8e district congressionnel du Minnesota | Élection de 2008 du 8e district congressionnel du Minnesota | Élection de 2008 du 8e district congressionnel du Minnesota |
| ----------------------------------------------------------- | ----------------------------------------------------------- | ----------------------------------------------------------- | ----------------------------------------------------------- | ----------------------------------------------------------- |
| Parti                                                       | Parti                                                       | Candidat                                                    | Votes                                                       | %                                                           |
|                                                             | Démocrate (DFL)                                             | Jim Oberstar (sortant)                                      | 241 831                                                     | 67,69                                                       |
|                                                             | Républicain                                                 | Michael Cummins                                             | 114 871                                                     | 32,15                                                       |
|                                                             | Write-In                                                    | Write-In                                                    | 582                                                         | 0,16                                                        |
| Total des votes                                             | Total des votes                                             | Total des votes                                             | 357 284                                                     | 100%                                                        |
|                                                             | Les Démocrate (DFL) conservent                              |                                                             |                                                             |                                                             |

### 2010
| Élection de 2010 du 8e district congressionnel du Minnesota | Élection de 2010 du 8e district congressionnel du Minnesota | Élection de 2010 du 8e district congressionnel du Minnesota | Élection de 2010 du 8e district congressionnel du Minnesota | Élection de 2010 du 8e district congressionnel du Minnesota |
| ----------------------------------------------------------- | ----------------------------------------------------------- | ----------------------------------------------------------- | ----------------------------------------------------------- | ----------------------------------------------------------- |
| Parti                                                       | Parti                                                       | Candidat                                                    | Votes                                                       | %                                                           |
|                                                             | Démocrate (DFL)                                             | Jim Oberstar (sortant)                                      | 122 390                                                     | 49,4                                                        |
|                                                             | Républicain                                                 | Chip Cravaack                                               | 133 490                                                     | 48,18                                                       |
|                                                             | Indépendance                                                | Timothy Olson                                               | 11 876                                                      | 4,29                                                        |
|                                                             | Constitution                                                | Richard (George) Burton                                     | 2492                                                        | 0,90                                                        |
|                                                             | Write-In                                                    | Write-In                                                    | 132                                                         | 0,05                                                        |
| Total des votes                                             | Total des votes                                             | Total des votes                                             | 270 380                                                     | 100%                                                        |
|                                                             | Les Démocrate (DFL) conservent                              |                                                             |                                                             |                                                             |

### 2012
| Élection de 2012 du 8e district congressionnel du Minnesota | Élection de 2012 du 8e district congressionnel du Minnesota | Élection de 2012 du 8e district congressionnel du Minnesota | Élection de 2012 du 8e district congressionnel du Minnesota | Élection de 2012 du 8e district congressionnel du Minnesota |
| ----------------------------------------------------------- | ----------------------------------------------------------- | ----------------------------------------------------------- | ----------------------------------------------------------- | ----------------------------------------------------------- |
| Parti                                                       | Parti                                                       | Candidat                                                    | Votes                                                       | %                                                           |
|                                                             | Démocrate (DFL)                                             | Jim Oberstar (sortant)                                      | 191 976                                                     | 54,28                                                       |
|                                                             | Républicain                                                 | Chip Cravaack                                               | 160 520                                                     | 45,39                                                       |
|                                                             | Write-In                                                    | Write-In                                                    | 1167                                                        | 0,33                                                        |
| Total des votes                                             | Total des votes                                             | Total des votes                                             | 270 380                                                     | 100%                                                        |
|                                                             | Les Démocrate (DFL) conservent                              |                                                             |                                                             |                                                             |

### 2014
| Élection de 2014 du 8e district congressionnel du Minnesota | Élection de 2014 du 8e district congressionnel du Minnesota | Élection de 2014 du 8e district congressionnel du Minnesota | Élection de 2014 du 8e district congressionnel du Minnesota | Élection de 2014 du 8e district congressionnel du Minnesota |
| ----------------------------------------------------------- | ----------------------------------------------------------- | ----------------------------------------------------------- | ----------------------------------------------------------- | ----------------------------------------------------------- |
| Parti                                                       | Parti                                                       | Candidat                                                    | Votes                                                       | %                                                           |
|                                                             | Démocrate (DFL)                                             | Rick Nolan                                                  | 129 090                                                     | 48,51                                                       |
|                                                             | Républicain                                                 | Stewart Mills                                               | 125 358                                                     | 47,11                                                       |
|                                                             | Vert                                                        | Ray Skip Sandman                                            | 11 450                                                      | 4,30                                                        |
|                                                             | Write-In                                                    | Write-In                                                    | 185                                                         | 0,07                                                        |
| Total des votes                                             | Total des votes                                             | Total des votes                                             | 266 083                                                     | 100%                                                        |
|                                                             | Les Démocrate (DFL) conservent                              |                                                             |                                                             |                                                             |

### 2016
| Élection de 2016 du 8e district congressionnel du Minnesota | Élection de 2016 du 8e district congressionnel du Minnesota | Élection de 2016 du 8e district congressionnel du Minnesota | Élection de 2016 du 8e district congressionnel du Minnesota | Élection de 2016 du 8e district congressionnel du Minnesota |
| ----------------------------------------------------------- | ----------------------------------------------------------- | ----------------------------------------------------------- | ----------------------------------------------------------- | ----------------------------------------------------------- |
| Parti                                                       | Parti                                                       | Candidat                                                    | Votes                                                       | %                                                           |
|                                                             | Démocrate (DFL)                                             | Rick Nolan (sortant)                                        | 179 098                                                     | 50,17                                                       |
|                                                             | Républicain                                                 | Stewart Mills                                               | 177 089                                                     | 49,61                                                       |
|                                                             | Write-In                                                    | Write-In                                                    | 792                                                         | 0,22                                                        |
| Total des votes                                             | Total des votes                                             | Total des votes                                             | 356 979                                                     | 100%                                                        |
|                                                             | Les Démocrate (DFL) conservent                              |                                                             |                                                             |                                                             |

### 2018
| Élection de 2018 du 8e district congressionnel du Minnesota | Élection de 2018 du 8e district congressionnel du Minnesota | Élection de 2018 du 8e district congressionnel du Minnesota | Élection de 2018 du 8e district congressionnel du Minnesota | Élection de 2018 du 8e district congressionnel du Minnesota |
| ----------------------------------------------------------- | ----------------------------------------------------------- | ----------------------------------------------------------- | ----------------------------------------------------------- | ----------------------------------------------------------- |
| Parti                                                       | Parti                                                       | Candidat                                                    | Votes                                                       | %                                                           |
|                                                             | Républicain                                                 | Pete Stauber                                                | 159 364                                                     | 50,72                                                       |
|                                                             | Démocrate (DFL)                                             | Joe Radinovich                                              | 141 950                                                     | 45,18                                                       |
|                                                             | Indépendance                                                | Ray Skip Sandman                                            | 12 741                                                      | 4,05                                                        |
|                                                             | Write-In                                                    | Write-In                                                    | 156                                                         | 0,05                                                        |
| Total des votes                                             | Total des votes                                             | Total des votes                                             | 314 211                                                     | 100%                                                        |
|                                                             | Les Républicains prennent aux Démocrate (DFL)               |                                                             |                                                             |                                                             |

### 2020
| Élection de 2020 du 8e district congressionnel du Minnesota | Élection de 2020 du 8e district congressionnel du Minnesota | Élection de 2020 du 8e district congressionnel du Minnesota | Élection de 2020 du 8e district congressionnel du Minnesota | Élection de 2020 du 8e district congressionnel du Minnesota |
| ----------------------------------------------------------- | ----------------------------------------------------------- | ----------------------------------------------------------- | ----------------------------------------------------------- | ----------------------------------------------------------- |
| Parti                                                       | Parti                                                       | Candidat                                                    | Votes                                                       | %                                                           |
|                                                             | Républicain                                                 | Pete Stauber (sortant)                                      | 223 432                                                     | 56,75                                                       |
|                                                             | Démocrate (DFL)                                             | Quinn Nystrom                                               | 147 853                                                     | 37,55                                                       |
|                                                             | Grassroots—LC (en)                                          | Judith Schwartzbacher                                       | 22 190                                                      | 5,64                                                        |
|                                                             | Write-In                                                    | Write-In                                                    | 236                                                         | 0,06                                                        |
| Total des votes                                             | Total des votes                                             | Total des votes                                             | 393 711                                                     | 100%                                                        |
|                                                             | Les Républicains conservent                                 |                                                             |                                                             |                                                             |

### 2022
| Primaire Républicaine de 2022 du 8e district congressionnel du Minnesota | Primaire Républicaine de 2022 du 8e district congressionnel du Minnesota | Primaire Républicaine de 2022 du 8e district congressionnel du Minnesota | Primaire Républicaine de 2022 du 8e district congressionnel du Minnesota | Primaire Républicaine de 2022 du 8e district congressionnel du Minnesota |
| ------------------------------------------------------------------------ | ------------------------------------------------------------------------ | ------------------------------------------------------------------------ | ------------------------------------------------------------------------ | ------------------------------------------------------------------------ |
| Parti                                                                    | Parti                                                                    | Candidat                                                                 | Votes                                                                    | %                                                                        |
|                                                                          | Républicain                                                              | Pete Stauber (sortant)                                                   | 51 410                                                                   | 91.0                                                                     |
|                                                                          | Républicain                                                              | Harry Welty                                                              | 5075                                                                     | 9.0                                                                      |

| Primaire Démocrate-DFL de 2022 du 8e district congressionnel du Minnesota | Primaire Démocrate-DFL de 2022 du 8e district congressionnel du Minnesota | Primaire Démocrate-DFL de 2022 du 8e district congressionnel du Minnesota | Primaire Démocrate-DFL de 2022 du 8e district congressionnel du Minnesota | Primaire Démocrate-DFL de 2022 du 8e district congressionnel du Minnesota |
| ------------------------------------------------------------------------- | ------------------------------------------------------------------------- | ------------------------------------------------------------------------- | ------------------------------------------------------------------------- | ------------------------------------------------------------------------- |
| Parti                                                                     | Parti                                                                     | Candidat                                                                  | Votes                                                                     | %                                                                         |
|                                                                           | Démocrate (DFL)                                                           | Jennifer Schultz                                                          | 38 545                                                                    | 86.1                                                                      |
|                                                                           | Démocrate (DFL)                                                           | John Munter                                                               | 6199                                                                      | 13.9                                                                      |

| Élection de 2022 du 8e district congressionnel du Minnesota | Élection de 2022 du 8e district congressionnel du Minnesota | Élection de 2022 du 8e district congressionnel du Minnesota | Élection de 2022 du 8e district congressionnel du Minnesota | Élection de 2022 du 8e district congressionnel du Minnesota |
| ----------------------------------------------------------- | ----------------------------------------------------------- | ----------------------------------------------------------- | ----------------------------------------------------------- | ----------------------------------------------------------- |
| Parti                                                       | Parti                                                       | Candidat                                                    | Votes                                                       | %                                                           |
|                                                             | Républicain                                                 | Pete Stauber (sortant)                                      | 188 755                                                     | 57,2                                                        |
|                                                             | Démocrate (DFL)                                             | Jennifer Schultz                                            | 141 009                                                     | 42,7                                                        |
|                                                             | Write-In                                                    | Write-In                                                    | 316                                                         | 0,1                                                         |
| Total des votes                                             | Total des votes                                             | Total des votes                                             | 330 080                                                     | 100%                                                        |
|                                                             | Les Républicains conservent                                 |                                                             |                                                             |                                                             |

### 2024
| Primaire Républicaine de 2024 du 8e district congressionnel du Minnesota | Primaire Républicaine de 2024 du 8e district congressionnel du Minnesota | Primaire Républicaine de 2024 du 8e district congressionnel du Minnesota | Primaire Républicaine de 2024 du 8e district congressionnel du Minnesota | Primaire Républicaine de 2024 du 8e district congressionnel du Minnesota |
| ------------------------------------------------------------------------ | ------------------------------------------------------------------------ | ------------------------------------------------------------------------ | ------------------------------------------------------------------------ | ------------------------------------------------------------------------ |
| Parti                                                                    | Parti                                                                    | Candidat                                                                 | Votes                                                                    | %                                                                        |
|                                                                          | Républicain                                                              | Pete Stauber (sortant)                                                   | 36 928                                                                   | 90,5                                                                     |
|                                                                          | Républicain                                                              | Harry Welty                                                              | 3874                                                                     | 9,5                                                                      |

| Primaire Démocrate-DFL de 2024 du 8e district congressionnel du Minnesota | Primaire Démocrate-DFL de 2024 du 8e district congressionnel du Minnesota | Primaire Démocrate-DFL de 2024 du 8e district congressionnel du Minnesota | Primaire Démocrate-DFL de 2024 du 8e district congressionnel du Minnesota | Primaire Démocrate-DFL de 2024 du 8e district congressionnel du Minnesota |
| ------------------------------------------------------------------------- | ------------------------------------------------------------------------- | ------------------------------------------------------------------------- | ------------------------------------------------------------------------- | ------------------------------------------------------------------------- |
| Parti                                                                     | Parti                                                                     | Candidat                                                                  | Votes                                                                     | %                                                                         |
|                                                                           | Démocrate (DFL)                                                           | Jennifer Schultz                                                          | 32 149                                                                    | 91,0                                                                      |
|                                                                           | Démocrate (DFL)                                                           | John Munter                                                               | 3194                                                                      | 9,0                                                                       |

| Élection de 2024 du 8e district congressionnel du Minnesota | Élection de 2024 du 8e district congressionnel du Minnesota | Élection de 2024 du 8e district congressionnel du Minnesota | Élection de 2024 du 8e district congressionnel du Minnesota | Élection de 2024 du 8e district congressionnel du Minnesota |
| ----------------------------------------------------------- | ----------------------------------------------------------- | ----------------------------------------------------------- | ----------------------------------------------------------- | ----------------------------------------------------------- |
| Parti                                                       | Parti                                                       | Candidat                                                    | Votes                                                       | %                                                           |
|                                                             | Républicain                                                 | Pete Stauber (sortant)                                      | 244 498                                                     | 58,0                                                        |
|                                                             | Démocrate (DFL)                                             | Jennifer Schultz                                            | 176 724                                                     | 41,9                                                        |
|                                                             | Write-In                                                    | Write-In                                                    | 384                                                         | 0,1                                                         |
| Total des votes                                             | Total des votes                                             | Total des votes                                             | 421 606                                                     | 100%                                                        |
|                                                             | Les Républicains conservent                                 |                                                             |                                                             |                                                             |